# Скопление Льва
Скопление Льва (Abell 1367) — скопление галактик в созвездии Льва. Находится на расстоянии 330 миллионов световых лет (z = 0,022) в созвездии Льва. Совместно со скоплением Волос Вероники является одним из двух основных скоплений в сверхскоплении Волос Вероники.
В скоплении вокруг галактики NGC 3842 находятся три квазара, которые изучались американским астрономом Хэлтоном Арпом, чтобы поддержать свою теорию, что квазары выбрасываются из ядер активных галактик.